# Bruno Gonzato
Bruno Gonzato (ur. 20 marca 1944 w Schio) – włoski kolarz torowy, złoty medalista mistrzostw świata.

## Kariera
Największy sukces w karierze Bruno Gonzato osiągnął w 1967 roku, kiedy wspólnie z Dino Verzinim zdobył złoty medal w wyścigu tandemów podczas mistrzostw świata w Amsterdamie. Był to jedyny medal wywalczony przez Gonzato na międzynarodowej imprezie tej rangi. Nigdy nie wystartował na igrzyskach olimpijskich. W 1962 roku był trzeci w sprinterskich zawodach w Paryżu.